# Levítico 18
Levítico 18 é um capítulo do Levítico, o terceiro livro da Bíblia hebraica e do Antigo Testamento cristão. O capítulo narra parte das instruções dadas a Moisés por Deus no Monte Sinai. O capítulo lida com um número de atividades sexuais consideradas "impuras" ou "abomináveis". É explicado longamente sobre o que seria o incesto, é proibido o culto à Moloque e há leis relacionadas à bestialidade, e é proibido o ato sexual entre dois homens.
Levítico 18 é geralmente lembrado como parte do código de santidade de Levítico 11-26, e suas proibições sexuais são largamente tomadas como paralelo pelo capítulo 20 de Levítico, apesar deste ter sua ênfase na punição.

## Homossexualidade
A forma que o capítulo que é escrito em hebraico, levou a interpretação de que haveria, no versículo 22, uma proibição sobre alguns ou sobre todos os atos homossexuais, ainda que precisamente quais atos ou em quais situações seja debate de estudiosos. Alguns autores defendem que há a condenação da "homossexualidade" ou "relações homossexuais", enquanto outros defendem que há apenas a condenação do ato do sexo anal entre homens.
Ainda há um terceiro entendimento que surge a partir do estudo linguístico no original do hebreu e defende que a restrição só se aplicaria em situações específicas (como no contexto de idolatria, sacrifícios, entre outros) e, portanto, não se aplicaria às relações homossexuais modernas.
Não há menções sobre relações entre mulheres no texto.